# Tài sản quốc gia

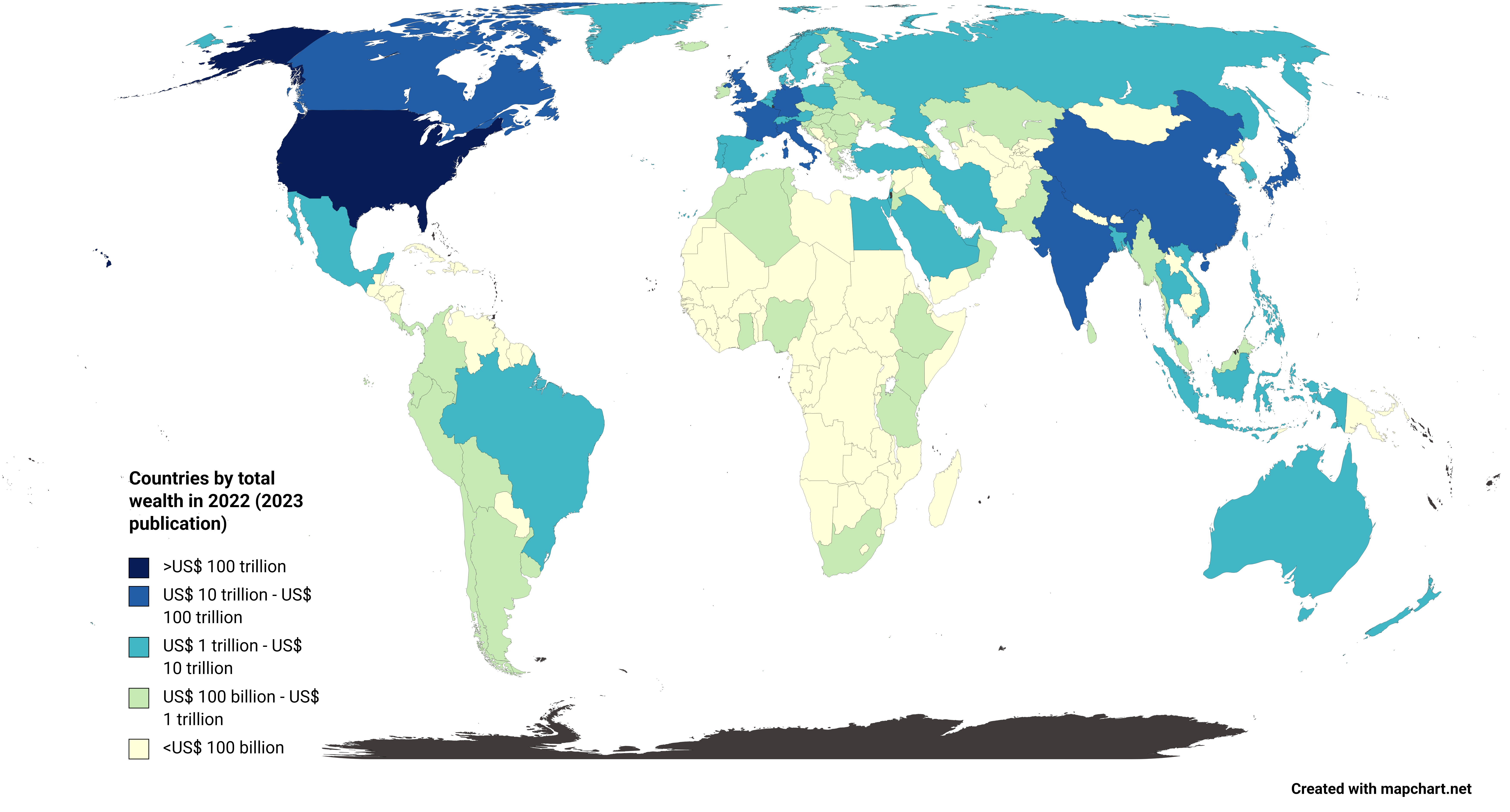
Tổng tài sản của các quốc gia (nghìn tỷ đô la Mỹ), theo Credit Suisse 2018

Tài sản ròng quốc gia, hay còn gọi là giá trị tài sản ròng quốc gia, là tổng giá trị của tất cả tài sản của một nước trừ cho nợ phải trả của nước đó. Nó chỉ sự giàu có của tất cả người dân của một nước tại một thời điểm nhất định. Đây là một dấu hiệu quan trọng cho khả năng vay nợ và duy trì tiêu thụ của một quốc gia. Tổng tài sản quốc giá không chỉ bị ảnh hưởng bởi bất động sản, thị trường chứng khoán, tỷ giá hối đoái, nợ phải trả và gánh nặng thuế đối với người trưởng thành, mà còn có nguồn nhân lực, tài nguyên thiên nhiên và vốn, trong khi các tiến bộ kỹ thuật có thể tạo ra tài sản mới hoặc làm những tài sản khác vô giá trị trong tương lai.
Tài sản quốc gia có thể dao động, như số liệu về nước Mỹ trong cuộc khủng hoảng tài chính 2008 và sự phục hồi kinh tế sau đó đã cho thấy rõ sự biến động đó. Khi thị trưởng chứng khoán tăng trưởng mạnh, tài sản tương đối của toàn quốc và trên đầu người của các quốc gia có người dân tiếp xúc nhiều với những thị trường đó, như Hoa Kỳ hay Anh, có xu hướng tăng. Mặt khác, khi thị trường chứng khoán sụt giảm, tài sản của những nước có người dân đầu tư vào bất động sản và trái phiếu, như Pháp hay Ý, có xu hướng tăng.

## Danh sách quốc gia theo tổng tài sản
| Hạng | Quốc gia             | Tài sản (tỷ USD) | Phần trăm thế giới |
| ---- | -------------------- | ---------------- | ------------------ |
| —    | Thế giới             | 514,017          | 100%               |
| —    | Châu Á               | 201,025          | 40.41%             |
| —    | Bắc Mỹ               | 106,513          | 33.59%             |
| 1    | Trung Quốc           | 120,072          | 31.36%             |
| 2    | Hoa Kỳ               | 98,154           | 21.33%             |
| —    | Châu Âu              | 85,402           | 26.93%             |
| 3    | Nhật Bản             | 23,884           | 7.53%              |
| 4    | Đức                  | 14,499           | 4.57%              |
| 5    | Anh Quốc             | 14,209           | 4.48%              |
| 6    | Pháp                 | 13,883           | 4.38%              |
| 7    | Ý                    | 10,569           | 3.33%              |
| —    | Châu Đại Dương       | 8,615            | 2.72%              |
| 8    | Canada               | 8,319            | 2.62%              |
| —    | Mỹ Latinh            | 8,055            | 2.54%              |
| 9    | Úc                   | 7,577            | 2.39%              |
| 10   | Tây Ban Nha          | 7,152            | 2.26%              |
| 11   | Hàn Quốc             | 7,107            | 2.24%              |
| 12   | Ấn Độ                | 5,972            | 1.88%              |
| 13   | Đài Loan             | 4,065            | 1.28%              |
| 14   | Thụy Sĩ              | 3,611            | 1.14%              |
| 15   | Hà Lan               | 3,357            | 1.06%              |
| 16   | Bỉ                   | 2,776            | 0.88%              |
| —    | Châu Phi             | 2,553            | 0.81%              |
| 17   | Brasil               | 2,464            | 0.78%              |
| 18   | Nga                  | 2,240            | 0.71%              |
| 19   | Thụy Điển            | 1,920            | 0.61%              |
| 20   | México               | 1,729            | 0.55%              |
| 21   | Áo                   | 1,637            | 0.52%              |
| 22   | Hồng Kông            | 1,523            | 0.48%              |
| 23   | Indonesia            | 1,518            | 0.48%              |
| 24   | Singapore            | 1,289            | 0.41%              |
| 25   | Đan Mạch             | 1,276            | 0.40%              |
| 26   | Việt Nam             | 1,218            | 0.39%              |
| 27   | Na Uy                | 1,181            | 0.37%              |
| 28   | New Zealand          | 1,010            | 0.32%              |
| 29   | Thổ Nhĩ Kỳ           | 1,010            | 0.32%              |
| 30   | Ả Rập Xê Út          | 977              | 0.31%              |
| 31   | Hy Lạp               | 975              | 0.31%              |
| 32   | Ba Lan               | 974              | 0.31%              |
| 33   | Israel               | 941              | 0.30%              |
| 34   | Bồ Đào Nha           | 916              | 0.29%              |
| 35   | Chile                | 819              | 0.26%              |
| 36   | Ireland              | 806              | 0.25%              |
| 37   | Nam Phi              | 786              | 0.25%              |
| 38   | Phần Lan             | 697              | 0.22%              |
| 39   | UAE                  | 684              | 0.22%              |
| 40   | Colombia             | 616              | 0.19%              |
| 41   | Malaysia             | 598              | 0.19%              |
| 42   | Thái Lan             | 525              | 0.17%              |
| 43   | Cộng hòa Séc         | 524              | 0.17%              |
| 44   | Philippines          | 518              | 0.16%              |
| 45   | Perú                 | 467              | 0.15%              |
| 46   | Pakistan             | 422              | 0.13%              |
| 47   | Argentina            | 345              | 0.11%              |
| 48   | România              | 317              | 0.10%              |
| 49   | Hungary              | 294              | 0.09%              |
| 50   | Kuwait               | 278              | 0.09%              |
| 51   | Iran                 | 272              | 0.09%              |
| 52   | Iraq                 | 272              | 0.09%              |
| 53   | Qatar                | 265              | 0.08%              |
| 54   | Bangladesh           | 240              | 0.08%              |
| 55   | Maroc                | 216              | 0.07%              |
| 56   | Libya                | 252              | 0.08%              |
| 57   | Algérie              | 241              | 0.08%              |
| 58   | Ai Cập               | 212              | 0.07%              |
| 59   | Luxembourg           | 188              | 0.06%              |
| 60   | Slovakia             | 151              | 0.05%              |
| 61   | Oman                 | 144              | 0.05%              |
| 62   | Liban                | 140              | 0.04%              |
| 63   | Nigeria              | 139              | 0.04%              |
| 64   | Iceland              | 138              | 0.04%              |
| 65   | Bulgaria             | 138              | 0.04%              |
| 66   | Slovenia             | 133              | 0.04%              |
| 67   | Croatia              | 120              | 0.04%              |
| 68   | Tunisia              | 120              | 0.04%              |
| 69   | Ecuador              | 116              | 0.04%              |
| 70   | Costa Rica           | 111              | 0.04%              |
| 71   | Angola               | 102              | 0.03%              |
| 72   | Uruguay              | 97               | 0.03%              |
| 73   | Síp                  | 91               | 0.03%              |
| 74   | Sri Lanka            | 82               | 0.03%              |
| 75   | Panama               | 77               | 0.02%              |
| 76   | Serbia               | 73               | 0.02%              |
| 77   | Jordan               | 72               | 0.02%              |
| 78   | Kazakhstan           | 62               | 0.02%              |
| 79   | El Salvador          | 61               | 0.02%              |
| 80   | Estonia              | 60               | 0.02%              |
| 81   | Honduras             | 58               | 0.02%              |
| 82   | Kenya                | 57               | 0.02%              |
| 83   | Litva                | 57               | 0.02%              |
| 84   | Ukraina              | 55               | 0.02%              |
| 85   | Latvia               | 53               | 0.02%              |
| 86   | Myanmar              | 52               | 0.02%              |
| 87   | Azerbaijan           | 52               | 0.02%              |
| 88   | Gruzia               | 49               | 0.02%              |
| 89   | Malta                | 49               | 0.02%              |
| 90   | Bolivia              | 48               | 0.02%              |
| 91   | Bahrain              | 45               | 0.01%              |
| 92   | Bosna và Hercegovina | 40               | 0.01%              |
| 93   | Paraguay             | 38               | 0.01%              |
| 94   | Albania              | 37               | 0.01%              |
| 95   | Turkmenistan         | 37               | 0.01%              |
| 96   | Nepal                | 35               | 0.01%              |
| 97   | Mauritius            | 34               | 0.01%              |
| 98   | Bờ Biển Ngà          | 34               | 0.01%              |
| 99   | Campuchia            | 33               | 0.01%              |
| 100  | Papua New Guinea     | 28               | 0.01%              |

## Tài sản quốc gia qua các năm
Bảng dưới đây gồm 30 quốc gia có tổng tài sản ròng cao nhất từ năm 2000 đến năm 2018 theo số liệu của Credit Suisse S.A. (tháng 10 năm 2018).
| Hạng | Quốc gia    | 2000    | Quốc gia    | 2005    | Quốc gia    | 2010    | Quốc gia    | 2015    | Quốc gia    | 2018    | Quốc gia    | Giá trị cao nhất | Năm cao nhất |
| ---- | ----------- | ------- | ----------- | ------- | ----------- | ------- | ----------- | ------- | ----------- | ------- | ----------- | ---------------- | ------------ |
| —    | Thế giới    | 116,824 | Thế giới    | 178,955 | Thế giới    | 234,642 | Thế giới    | 275,531 | Thế giới    | 317,084 | Thế giới    | 317,084          | 2018         |
| 1    | Hoa Kỳ      | 42,320  | Hoa Kỳ      | 59,921  | Hoa Kỳ      | 60,230  | Hoa Kỳ      | 83,586  | Hoa Kỳ      | 98,154  | Hoa Kỳ      | 98,154           | 2018         |
| 2    | Nhật Bản    | 19,404  | Nhật Bản    | 19,476  | Nhật Bản    | 21,000  | Trung Quốc  | 22,817  | Trung Quốc  | 51,874  | Trung Quốc  | 51,874           | 2018         |
| 3    | Anh Quốc    | 6,565   | Anh Quốc    | 10,949  | Trung Quốc  | 16,500  | Nhật Bản    | 21,555  | Nhật Bản    | 23,884  | Nhật Bản    | 29,718           | 2011         |
| 4    | Đức         | 6,160   | Pháp        | 9,679   | Pháp        | 13,479  | Anh Quốc    | 13,871  | Đức         | 14,499  | Anh Quốc    | 14,524           | 2007         |
| 5    | Ý           | 5,522   | Ý           | 9,457   | Đức         | 11,892  | Đức         | 11,990  | Anh Quốc    | 14,209  | Đức         | 14,499           | 2018         |
| 6    | Pháp        | 4,704   | Đức         | 9,073   | Ý           | 11,504  | Pháp        | 11,575  | Pháp        | 13,883  | Pháp        | 14,281           | 2007         |
| 7    | Trung Quốc  | 3,704   | Trung Quốc  | 8,523   | Anh Quốc    | 10,965  | Ý           | 8,655   | Ý           | 10,569  | Ý           | 12,820           | 2007         |
| 8    | Canada      | 2,612   | Tây Ban Nha | 6,905   | Tây Ban Nha | 8,670   | Canada      | 6,900   | Canada      | 8,319   | Tây Ban Nha | 10,296           | 2007         |
| 9    | Tây Ban Nha | 2,497   | Canada      | 4,357   | Canada      | 6,717   | Úc          | 6,418   | Úc          | 7,577   | Canada      | 8,319            | 2018         |
| 10   | Đài Loan    | 1,868   | Hàn Quốc    | 3,512   | Úc          | 6,097   | Tây Ban Nha | 6,167   | Tây Ban Nha | 7,152   | Úc          | 7,656            | 2017         |
| 11   | Hàn Quốc    | 1,715   | Úc          | 3,480   | Hàn Quốc    | 4,844   | Hàn Quốc    | 6,125   | Hàn Quốc    | 7,107   | Hàn Quốc    | 7,107            | 2018         |
| 12   | Hà Lan      | 1,591   | Hà Lan      | 2,524   | Ấn Độ       | 4,241   | Ấn Độ       | 5,004   | Ấn Độ       | 5,972   | Ấn Độ       | 5,972            | 2018         |
| 13   | Úc          | 1,500   | Đài Loan    | 2,322   | Hà Lan      | 3,311   | Thụy Sĩ     | 3,401   | Đài Loan    | 4,065   | Đài Loan    | 4,065            | 2018         |
| 14   | Thụy Sĩ     | 1,273   | Ấn Độ       | 2,141   | Brasil      | 3,198   | Đài Loan    | 3,365   | Thụy Sĩ     | 3,611   | Thụy Sĩ     | 3,725            | 2017         |
| 15   | Bỉ          | 1,087   | Bỉ          | 1,762   | Đài Loan    | 3,024   | Hà Lan      | 2,783   | Hà Lan      | 3,357   | Brasil      | 3,481            | 2011         |
| 16   | Ấn Độ       | 1,056   | Thụy Sĩ     | 1,737   | Thụy Sĩ     | 2,522   | Bỉ          | 2,269   | Bỉ          | 2,776   | Hà Lan      | 3,457            | 2009         |
| 17   | México      | 987     | México      | 1,445   | Bỉ          | 2,281   | Brasil      | 2,151   | Brasil      | 2,464   | Nga         | 2,833            | 2013         |
| 18   | Brasil      | 839     | Brasil      | 1,224   | Nga         | 2,193   | México      | 1,876   | Nga         | 2,240   | Bỉ          | 2,776            | 2018         |
| 19   | Hy Lạp      | 618     | Nga         | 1,221   | México      | 1,585   | Thụy Điển   | 1,786   | Thụy Điển   | 1,920   | Thụy Điển   | 2,020            | 2017         |
| 20   | Hồng Kông   | 599     | Thổ Nhĩ Kỳ  | 1,078   | Thụy Điển   | 1,511   | Nga         | 1,453   | México      | 1,729   | México      | 1,988            | 2009         |
| 21   | Áo          | 587     | Hy Lạp      | 1,020   | Thổ Nhĩ Kỳ  | 1,486   | Indonesia   | 1,392   | Áo          | 1,637   | Thổ Nhĩ Kỳ  | 1,675            | 2007         |
| 22   | Argentina   | 585     | Áo          | 1,007   | Indonesia   | 1,459   | Hồng Kông   | 1,342   | Hồng Kông   | 1,523   | Áo          | 1,637            | 2018         |
| 23   | Thụy Điển   | 522     | Thụy Điển   | 966     | Áo          | 1,284   | Áo          | 1,276   | Indonesia   | 1,518   | Indonesia   | 1,586            | 2012         |
| 24   | Thổ Nhĩ Kỳ  | 484     | Đan Mạch    | 799     | Hy Lạp      | 1,248   | Thổ Nhĩ Kỳ  | 1,151   | Singapore   | 1,289   | Hy Lạp      | 1,584            | 2007         |
| 25   | Đan Mạch    | 451     | Na Uy       | 761     | Na Uy       | 1,067   | Singapore   | 1,070   | Đan Mạch    | 1,276   | Hồng Kông   | 1,523            | 2018         |
| 26   | Na Uy       | 382     | Indonesia   | 715     | Đan Mạch    | 1,022   | Đan Mạch    | 1,048   | Na Uy       | 1,181   | Singapore   | 1,289            | 2018         |
| 27   | Israel      | 355     | Hồng Kông   | 684     | Ba Lan      | 921     | Na Uy       | 935     | Thổ Nhĩ Kỳ  | 1,010   | Đan Mạch    | 1,276            | 2018         |
| 28   | Bồ Đào Nha  | 329     | Nam Phi     | 589     | Hồng Kông   | 895     | New Zealand | 873     | New Zealand | 1,010   | Na Uy       | 1,227            | 2013         |
| 29   | Singapore   | 324     | Bồ Đào Nha  | 584     | Singapore   | 871     | Ả Rập Xê Út | 857     | Ả Rập Xê Út | 977     | Ba Lan      | 1,054            | 2013         |
| 30   | Nga         | 316     | New Zealand | 512     | Nam Phi     | 812     | Ba Lan      | 847     | Hy Lạp      | 975     | New Zealand | 1,037            | 2017         |

Bảng sau đây chỉ phần trăm tài sản ròng của 10 quốc gia có tài sản ròng lớn nhất so với tổng tài sản của toàn thế giới. Khi một quốc gia chiếm hơn 5% tổng tài sản thế giới tại một thời điểm nhấ định thì con số được in đậm.
| Năm  | Úc   | Canada | Trung Quốc | Pháp | Đức  | Ý    | Nhật Bản | Hàn Quốc | Tây Ban Nha | Đài Loan | Anh Quốc | Hoa Kỳ | Tổng thị phần của 10 nước cao nhất |
| ---- | ---- | ------ | ---------- | ---- | ---- | ---- | -------- | -------- | ----------- | -------- | -------- | ------ | ---------------------------------- |
| 2000 | —    | 2.1%   | 3.6%       | 3.9% | 5.0% | 4.7% | 16.5%    | -        | 1.7%        | 1.6%     | 6.1%     | 36.2%  | 81.8%                              |
| 2001 | —    | 2.1%   | 4%         | 4.0% | 5.0% | 4.7% | 14.2%    | 1.7%     | 1.8%        | —        | 6.0%     | 37.5%  | 81.4%                              |
| 2002 | —    | 2.0%   | 4.3%       | 4.8% | 5.6% | 5.5% | 14.1%    | 1.7%     | 2.0%        | —        | 6.5%     | 33.8%  | 81.1%                              |
| 2003 | 1.7% | 2.2%   | 4.4%       | 5.3% | 5.9% | 5.8% | 13.3%    | —        | 2.3%        | —        | 6.6%     | 32.1%  | 80.4%                              |
| 2004 | —    | 2.2%   | 4.6%       | 5.9% | 5.9% | 5.9% | 12.0%    | 1.8%     | 2.4%        | —        | 6.9%     | 32.0%  | 80.0%                              |
| 2005 | —    | 2.5%   | 4.3%       | 5.5% | 5.2% | 5.3% | 10.5%    | 2.0%     | 2.3%        | —        | 6.4%     | 34.7%  | 79.4%                              |
| 2006 | 2.1% | 2.4%   | 4.5%       | 5.9% | 5.1% | 5.6% | 9.7%     | —        | 4.3%        | —        | 6.5%     | 31.5%  | 78.2%                              |
| 2007 | 2.3% | 2.7%   | 4.7%       | 6.3% | 5.4% | 5.6% | 8.8%     | —        | 4.5%        | —        | 6.4%     | 28.0%  | 76.1%                              |
| 2008 | 1.8% | 2.3%   | 5%         | 6.2% | 5.6% | 5.8% | 11.7%    | —        | 4.6%        | —        | 4.6%     | 26.1%  | 77.3%                              |
| 2009 | 2.5% | 2.7%   | 5.5%       | 6.0% | 5.6% | 5.7% | 10.7%    | —        | 4.3%        | —        | 5.0%     | 25.3%  | 76.8%                              |
| 2010 | 2.6% | 2.9%   | 6%         | 5.7% | 5.1% | 4.9% | 10.6%    | —        | 3.7%        | —        | 4.7%     | 25.7%  | 76.4%                              |
| 2011 | 2.6% | 2.8%   | 6.5%       | 5.4% | 4.8% | 4.5% | 11.9%    | —        | 3.5%        | —        | 4.7%     | 24.6%  | 77.2%                              |
| 2012 | 2.7% | 3.0%   | 7%         | 5.1% | 4.8% | 4.4% | 10.4%    | —        | 3.1%        | —        | 4.6%     | 25.4%  | 76.7%                              |
| 2013 | 2.4% | 2.8%   | 7.5%       | 5.0% | 4.9% | 4.3% | 8.3%     | —        | 2.8%        | —        | 4.8%     | 27.3%  | 77.3%                              |
| 2014 | 2.4% | 2.8%   | 8%         | 4.4% | 4.6% | 3.4% | 7.6%     | —        | 2.3%        | —        | 5.0%     | 29.1%  | 77.5%                              |
| 2015 | 2.3% | 2.5%   | 9%         | 4.2% | 4.4% | 3.1% | 7.8%     | —        | 2.2%        | —        | 5.0%     | 30.3%  | 78.7%                              |
| 2016 | 2.4% | 2.7%   | 8%         | 4.1% | 4.3% | 3.2% | 8.0%     | —        | 2.2%        | —        | 4.4%     | 31.1%  | 78.7%                              |
| 2017 | 2.5% | 2.7%   | 10%        | 4.3% | 4.5% | 3.3% | 7.7%     | —        | 2.3%        | —        | 4.4%     | 30.3%  | 78.4%                              |
| 2018 | 2.3% | 2.6%   | 16.3%      | 4.3% | 4.5% | 3.3% | 7.5%     | 2.2%     | 2.2%        | 1.2%     | 4.4%     | 30.9%  | 79.0%                              |

## Xếp hạng châu lục, Châu Á-Thái Bình Dương, Trung Quốc và Ấn Độ theo tài sản ròng

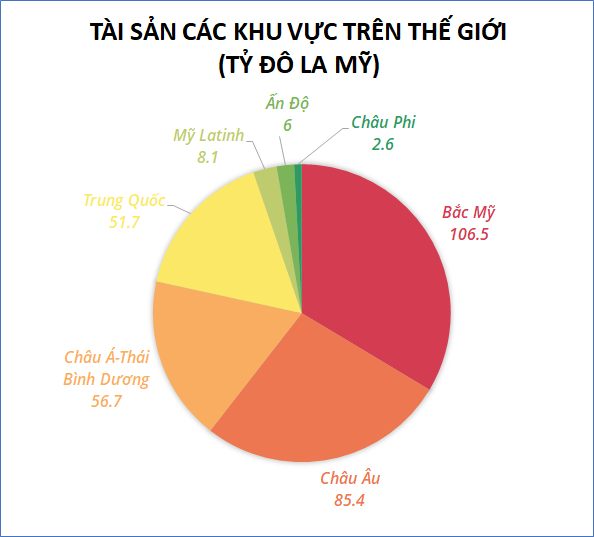
Tài sản của những châu lục/khu vực/quốc gia (tỷ đô la Mỹ) theo số liệu của Credit Suisse, 2018

| Hạng | Châu lục/khu vực/quốc gia                               | Tổng tài sản (tỷ USD) | Thị phần |
| ---- | ------------------------------------------------------- | --------------------- | -------- |
|      | Thế giới                                                | 317.1                 | 100%     |
| 1    | Bắc Mỹ                                                  | 106.5                 | 33.6%    |
| 2    | Châu Âu                                                 | 85.4                  | 26.9%    |
| 3    | Châu Á-Thái Bình Dương (không tính Trung Quốc Và Ấn Độ) | 56.7                  | 17.9%    |
| 4    | Trung Quốc                                              | 51.9                  | 16.4%    |
| 5    | Mỹ Latinh                                               | 8.1                   | 2.5%     |
| 6    | Ấn Độ                                                   | 6.0                   | 1.9%     |
| 7    | Châu Phi                                                | 2.6                   | 0.8%     |